# Holothrips robustus
Holothrips robustus är en insektsart som först beskrevs av Ian A. Hood 1954.  Holothrips robustus ingår i släktet Holothrips och familjen rörtripsar. Inga underarter finns listade i Catalogue of Life.